# Pomacea bridgesii
Pomacea bridgesii, pisane też Pomacea bridgesi – gatunek ślimaka przodoskrzelnego z rodziny Ampullariidae opisany naukowo przez L. A. Reeve w Conchologia iconica pod nazwą Ampullaria bridgesii na podstawie osobników znalezionych w Boliwii.
Pod nazwą Pomacea bridgesii bardzo często opisywany jest odrębny gatunek, pierwotnie opisany jako podgatunek P. bridgesii diffusa, rozpowszechniony głównie poprzez handel na potrzeby akwarystyki – Pomacea diffusa, i to jego dotyczy większość dostępnych zdjęć i opisów. W klasyfikacji IUCN pod nazwą P. bridgesii nadal figuruje gatunek szeroko rozprzestrzeniony w dorzeczu Amazonki.
P. bridgesii jest większy od P. diffusa i ma zasięg występowania ograniczony do Rio Grande i Reyes River w Beni.